# Bugs Bunny et le Chasseur d'or
Pour plus de détails, voir Fiche technique et Distribution.
Bugs Bunny et le Chasseur d'or ou Un lapin facétieux , ou encore Le lapin fou (The Wacky Wabbit), est un cartoon réalisé en 1942 par Bob Clampett et mettant en scène Bugs Bunny et Elmer Fudd.

## Résumé
Après un travelling latéral où défile un panneau faisant de la réclame pour les war bonds, nous découvrons dans un désert du Far West Elmer Fudd en prospecteur d'or, surchargé d'un énorme sac rempli à craquer de ses affaires. Tout en marchant, il chante la chanson traditionnelle Oh! Susanna . Il est bientôt rejoint par Bugs coiffé d'un crâne de squelette de taureau, et chante avec lui. Elmer remarque seulement le lapin quand Bugs termine la chanson par une finale personnelle. Aussitôt, Bugs disparaît dans un terrier qu'il creuse sous lui-même. Pendant qu'Elmer regarde dans l'ouverture, Bugs réapparaît par un autre trou de terrier, façon ascenseur. C'est l'occasion pour lui de lancer sa tirade « Quoi d'neuf, docteur ? » au mineur toujours penché vers le trou. Elmer prend peur quand Bugs lui fait « bouh », et s'enfuit à toute vitesse. Mais il revient aussi vite, l'air méchant. C'est au tour de Bugs de s'enfuir en hurlant. 
Plus tard, Elmer le mineur décide de creuser un trou : il repère l'endroit où il va creuser en dessinant une croix sur le sol avec son pic, mais creuse finalement à l'opposé. Après avoir fait le trou, Elmer y place un bâton de dynamite, allume la mèche et va se mettre à l'abri. Mais le bâton est renvoyé sur lui. Il se dépêche de le replacer dans le trou. Il est à nouveau renvoyé. Tout près du trou, il le lance alors directement dedans. Mais le petit jeu se renouvelle, de plus en plus vite, jusqu'à ce qu'il « referme » le trou avec une fermeture éclair. Elmer se croit à l'abri derrière un cactus, mais le terrible lapin lui remet le bâton de dynamite avec la mèche toujours en feu. On s'aperçoit alors que la dynamite n'explose pas vraiment mais s'affaisse piteusement. Bugs est lui-même étonné mais il ne s'avoue pas vaincu : il mime l'explosion en poussant un grand cri et place une cloche sur la tête d'Elmer avant de la faire résonner avec une grande cuillère. 
Elmer, en colère, sort son fusil et court après le lapin. Aussitôt, Bugs l'attrape par les épaules et lui dit qu'il a trouvé de l'or dans un coin ! Il l'emmène dans une direction pendant qu'Elmer lui répète « où ? ». Bugs finit par avouer que l'or est dans sa bouche, et lui exhibe sa dent en or. Elmer lui répond qu'il en a une plus grosse et il la lui montre. Découvrant qu'il s'est quand même fait avoir, Elmer reprend la course, mais pas avant que Bugs lui fasse un gros baiser sur la bouche. Le lapin « plonge » (ou, dans le cas de ce cartoon précis, « nage ») dans le trou. Elmer essaye de creuser avec son pic, mais ce dernier reste planté dans la paroi derrière lui. Bugs en profite pour découper ses habits avec une paire de ciseaux. On remarque alors qu'Elmer porte un corset (pour paraître plus mince). Le lapin ne peut s'empêcher de siffler et de jouer des sourcils comme à une jolie lapine (à la façon de Groucho Marx). Elmer, en colère, relève ses habits et plonge dans le trou à la poursuite de Bugs Bunny. Ce dernier est en fait à côté du trou et observe Elmer perdu au fond. Il reverse la terre dans le trou en chantant dans le but d'enterrer Elmer vivant. Une fois sa tâche accomplie, le lapin s'en va guilleret. Mais il tombe face à face avec Elmer, qui a réussi à sortir du sol. Elmer est décidé à arracher la dent en or de Bugs. Après une bataille confuse, Elmer croit avoir gagné et brandit une dent en or, mais, avec son large sourire, on remarque qu'il s'est arraché sa propre dent précieuse.

## Fiche technique
- Production : Leon Schlesinger Studios
- Producteur : Leon Schlesinger
- Réalisateur : Robert Clampett
- Scénariste : Warren Foster (histoire)
- Montage : Treg Brown 	(non crédité)
- Durée : 7 minutes
- Pays d'origine : États-Unis
- Langue : anglais
- Couleur (Technicolor)
- Rapport : 1.37 : 1
- Mixage du son : mono

- Distributeurs :
  - Warner Bros. : 1942, États-Unis (cinéma)
  - MGM/UA Home Entertainment : 1992, États-Unis (cassette VHS)
  - Castle Video : 1993 Finlande (cassette VHS)
  - Yleisradio (YLE) : 1995, Finlande (chaîne TV)
  - Warner Home Video : 2007, États-Unis (disque DVD)

- Premières parutions :
  - États-Unis : 2 mai 1942
  - France :  ?

### Voix
- Voix originales : 
  - Mel Blanc : 	Bugs Bunny, Elmer Fudd criant (non crédité)
  - Arthur Q. Bryan :  Elmer Fudd (non crédité)

- Voix françaises :
  - Gérard Surugue : Bugs Bunny
  - Patrice Dozier : Elmer Fudd

Guy Piérauld a doublé Bugs Bunny dans la première version du cartoon, intitulée Le Lapin fou. 

### Animateurs
- Sidney Sutherland animateur (sous le nom de Sid Sutherland)
- Robert McKimson 	animateur (non crédité)
- Virgil Ross 	animateur (non crédité)
- Rod Scribner (en) 	animateur (non crédité)
- Thomas McKimson (en)	travaux préparatoires (non crédité)

### Musique
- Directeur de la musique : Carl W. Stalling
- Orchestration : Milt Franklyn
- Arrangement des effets sonores : Treg Brown

## À propos du film
- Elmer apparaît sous sa forme ancienne, très corpulente, à l'image de celui qui interprète sa voix dans le dessin animé : Arthur Q. Bryan.

- Ce dessin animé fait partie de ceux entrés dans le domaine public.